# Bertold Suhner (Unternehmer, 1880)
Bertold Suhner (* 28. August 1880 in  Herisau; † 16. Juni 1971 ebenda; heimatberechtigt in Urnäsch) war ein Schweizer Unternehmer aus dem Kanton Appenzell Ausserrhoden und Ehrenbürger der Gemeinde Herisau.

## Leben
Bertold Suhner war der Sohn des Gottlieb Suhner und der Johanna Signer. Er war der Bruder von Otto Suhner. Er absolvierte eine Ausbildung im väterlichen Betrieb. Danach machte Suhner sein Diplom als Elektrotechniker am Technikum Winterthur. 1904 ehelichte er Frida Lutz, Tochter des Ernst Lutz, Kaufmann. Nach einer Weiterbildung im Ausland baute er von 1904 bis 1906 eine Bleikabelfabrikation im Zweigbetrieb Brugg auf. 1906 übernahm er das Stammgeschäft in Herisau zusammen mit seinem Schwager Julius Robert Hohl. Dieser war bis 1944 technischer Leiter. Unter ihrer Führung wurde die Suhner & Co. zum bedeutendsten Industrieunternehmen Ausserrhodens. Suhner konstruierte die meisten Maschinen selbst und beteiligte sich an der Entwicklung neuer Werkstoffe. Von 1915 bis 1918 war Suhner Gemeinderat in Herisau.